# Astanská opera

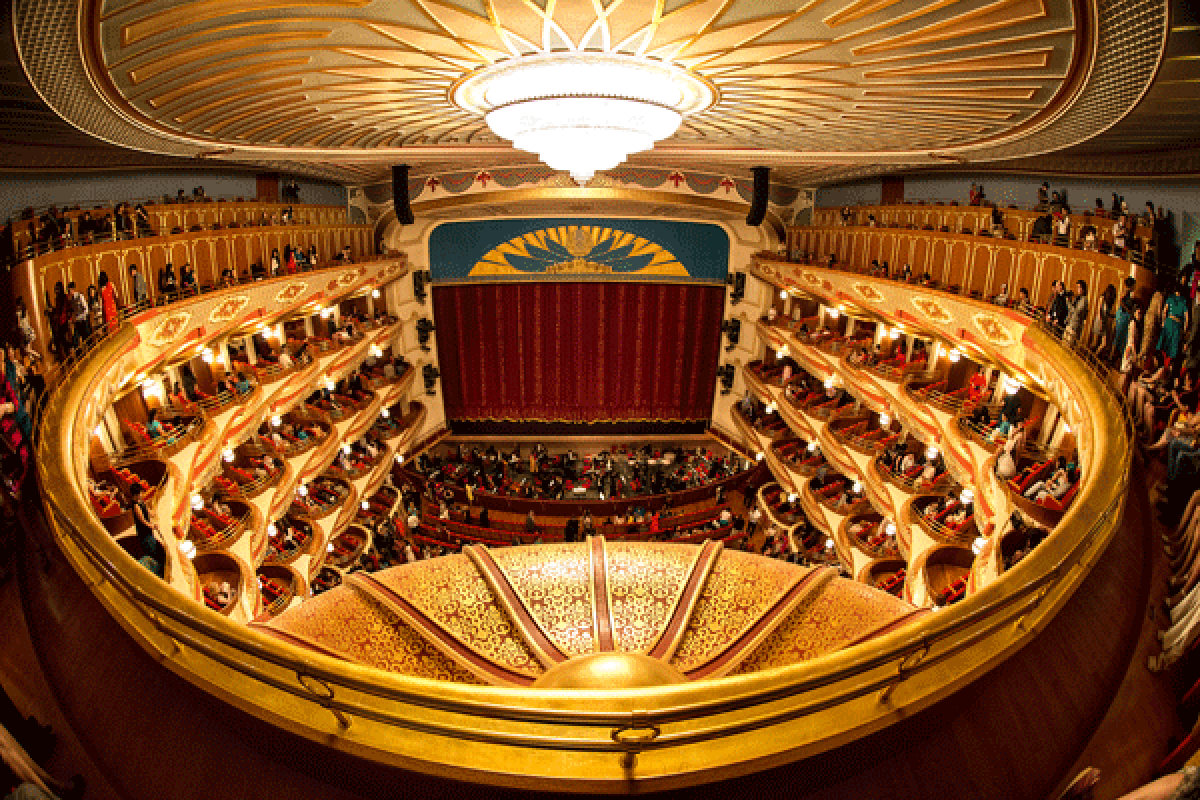
Celkový pohled na interiér opery

Opera v Astaně (kazašsky Астана Oпера) je operní dům v Astaně v Kazachstánu, který byl postaven na základě iniciativy bývalého kazachstánského prezidenta Nursultana Nazarbajeva. Budova divadla postavená v roce 2013 je architektonickou památkou národního významu.

## Historie designu a konstrukce
Stavba budovy byla dokončena za necelé tři roky. Byla provedena v letech 2010–2013 a stála 320 milionů dolarů. Návrh částečně vytvořil sám prezident Nursultan Nazarbajev a stavební práce začaly 6. července 2010 pod vedením firmy Mabetex. Operní dům byl postaven na devítihektarovém pozemku. Na vnějším vzhledu a interiérech divadla pracoval tým architektů, stavitelů a specialistů z 33 zemí. Prezident Nursultan Nazarbajev neustále upravoval stavební projekt, a to i ve fázi praktického provádění. Na jeho návrh byla mj. zvýšena výška předsíně hlavního divadla. Podlaha, stěny, dekorativní panely a točená mramorová schodiště v tomto foyeru jsou vykládány sicilským mramorem. Opera byla otevřena 21. června 2013, zahajovacím představením byla kazašská opera Biržan a Sára. Akustika divadla je považována za jednu z nejlepších na světě a navrhli ji Italové Enrico Moretti (Biobyte) a Maria Cairoli. Zpočátku divadlo fungovalo jako akciová společnost.

## Popis
Součástí operního domu jsou dva sály:
- Hlavní sál (1250 míst), který hostí operní a baletní představení, a má orchestřiště s prostorem až pro 120 hudebníků,
- Komorní sál (250 míst) pro koncerty komorní hudby.[7]

Jde o druhou nově postavenou operu v Astaně, protože v roce 2006 byl postaven Palác míru a harmonie s operním sálem o kapacitě 1500 míst. Je považována za třetí největší operu na světě; jednou z jejích pozoruhodností je lustr o váze 1,6 tuny visící v hale vysoké 13 metrů. Budova má také několik dalších funkcí, jako je restaurace a veškerá zařízení potřebná pro zkoušky souboru. Styl opery je inspirován italskými divadly z 19. století, ale zahrnuje také typické prvky kazašského národního dědictví, jako jsou fresky Čarynského kaňonu a Národního parku Burabaj.

## Soubor a repertoár
Opera má svůj vlastní orchestr, operní a baletní soubor. V jejich repertoáru jsou významné opery, jako La traviata od Giuseppe Verdiho a Tosca od Giacoma Pucciniho. Také uvedli mj. klasický balet Louskáček, jehož hudbu složil Petr Iljič Čajkovskij, ale také národní kazašské skladby, jako jsou opery Abaj a Biržan a Sára. Orchestr tvoří z devadesáti procent mladí hudebníci. Soubor byl na turné v roce 2014, kde se představil v New Yorku, Torontu a Paříži. Tehdy spoluúčinkoval také významný rusko-baškortostánský basbarytonista Ildar Abdrazakov, který pravidelně vystupuje v newyorské Metropolitní opeře.

## Galerie

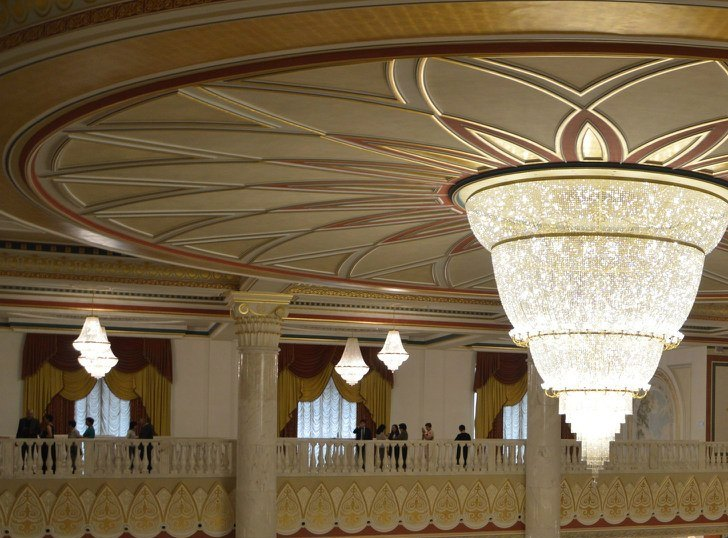
Detail stropu s lustrem
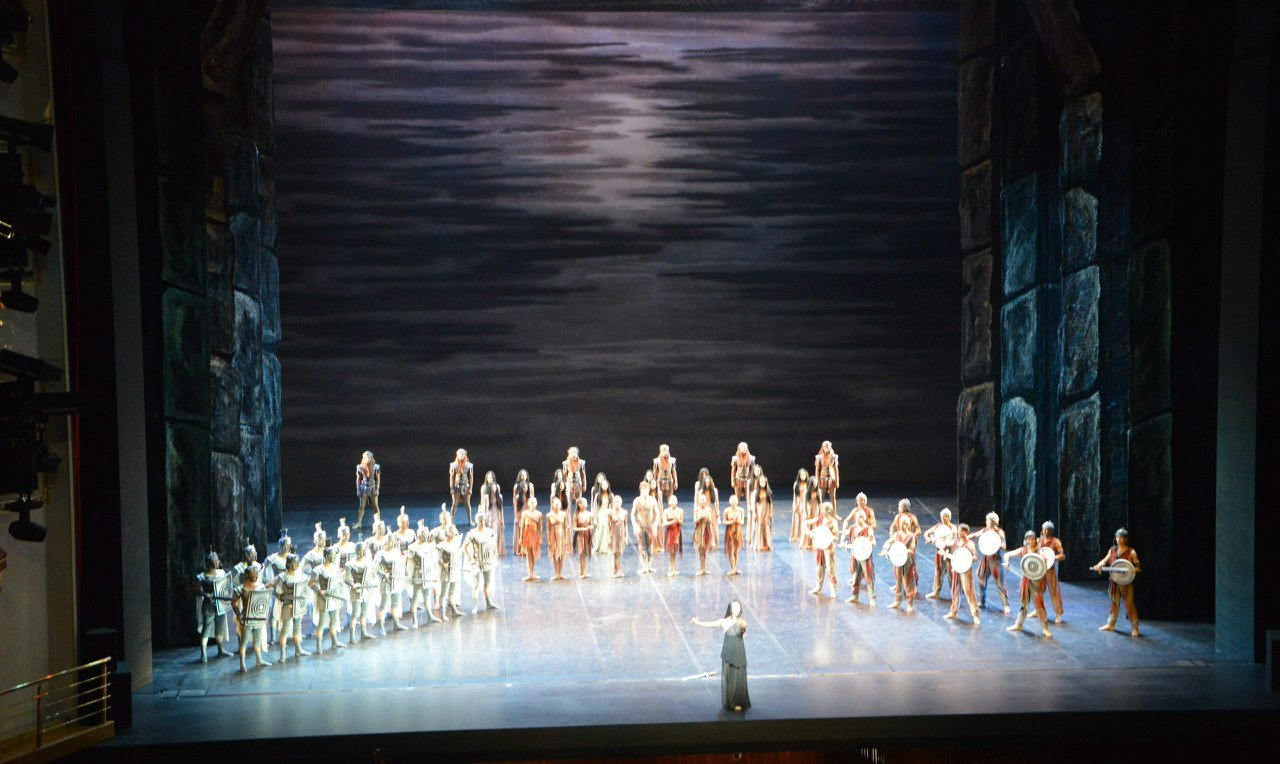
Jeviště opery, 2015